# Lédat
Lédat è un comune francese di 1 237 abitanti situato nel dipartimento del Lot e Garonna nella regione della Nuova Aquitania.
Il territorio comunale è bagnato dalle acque del fiume Lède (dal quale deriva il nome del comune stesso).

## Società

### Evoluzione demografica
Abitanti censiti